# ムンカーチ・マールトン
ムンカーチ・マールトン, あるいはマーティン・ムンカッチ（Munkácsi Márton [ˈmunkɑːtʃi ˈmɑːrton], Martin Munkácsi, 1896年5月18日 - 1963年7月13日）は、ハンガリー出身のユダヤ系ハンガリー人の写真家。
本名（ハンガリー名は姓を先に表記）はムンカーチ・マールトン（Munkácsi Márton）。もとの名前は Martin Marmorstein である（イディッシュ語でマルモルシュテイン「大理石」の意）。日本での表記は彼が米国で活躍したため英語風にマーティン・ムンカッチとされることが多い。
戦間期にドイツ、アメリカで活躍したハンガリー系の写真家の一群のひとりで、ニューヨークで没した。
1930年代に、ファッション写真に報道写真的な感性（屋外での撮影、群集や動き、モデルの自然な表情など）を取り入れ、多くの斬新なファッション写真を発表した。

## 経歴
出身地は現在ルーマニア領であるトランシルヴァニアのコロジュヴァール。ルーマニア語でその町はクルージュ＝ナポカと呼ばれる。
初め新聞社のスポーツライター兼カメラマンを務めていた。当時のスポーツ写真は屋外でのみ撮影されていたが、ムンカーチはスポーツ写真に革新をもたらした。彼の写真は念入りに構成され、芸術的・技術的なスキルも大いに必要とするものであった。
ムンカーチの大きな成功は、皮肉にも街角で偶然撮影した傷害致死事件の写真によってもたらされた。彼の撮った写真はその事件の裁判の判決に影響を与え、彼にかなりの悪名をも与えることとなった。このことが転機となり、ベルリンの週刊誌『Berliner Illustrirte Zeitung』での仕事を得る。そこで発表した最初の写真は、水溜りでクラッシュしたレーシングカーを捕らえたものだった。彼はまたファッション雑誌の『Die Dame』でも働いた。
スポーツやファッション写真のみならず、ムンカーチはベルリンの数多くの一般市民もモデルとし、貧富を問わず、その活動をカメラに収めた。彼はトルコ、シチリア、エジプト、ロンドン、ニューヨーク、リベリアを撮影旅行し、『Berliner Illustrirte Zeitung』誌内における写真の地位の向上のために尽くした。
近代のスピードと、新しい写真的見地から生まれる興奮、とりわけ「飛ぶこと」は彼を魅了した。彼は多くの航空写真を残している。例えば女性飛行士学校で飛行中の機内から他の飛行機を写したものや、ツェッペリン号からの撮影（その中にはブラジル行きの便の機内から写した、真下のボートの乗客が飛行船に向かって手を振っている写真も含まれる）などである。
1933年3月21日、ムンカーチはパウル・フォン・ヒンデンブルクからアドルフ・ヒトラーへの歴史的政権交代劇「Day of Potsdam」を撮る。彼は皮肉にもユダヤ人という外国人（中立的な立場）であるという理由で、ヒトラー側の写真を担当することとなった。1934年、『Berliner Illustrirte Zeitung』誌は国有化され、ユダヤ系であった副編集長のクルト・コルフ（後『ライフ』編集長）は職を終われ、それまでの革新的な写真は親ナチ的なそれへと取って代わられることとなった。
自らもユダヤ系であったムンカーチはニューヨークに移り、『ハーパース・バザー』と10万ドルで契約する。彼はしばしばスタジオを離れ、被写体を求めて海岸、農場、競技場、空港へと出かけた。また、彼はポピュラーな雑誌で、ヌード写真入りの記事を発表した最初の人物の一人でもあった。彼はポートレートも数多く手がけ、その中にはキャサリン・ヘプバーン、レスリー・ハワード、ジーン・ハーロウ、ジョーン・クロフォード、ジェーン・ラッセル、ルイ・アームストロングなどをモデルとしたものや、フレッド・アステアの決定版的なダンス写真がある。
ムンカーチは貧窮と、自分の作品に対する賛否両論の最中で世を去った。いくつかの大学や美術館は彼の遺した作品の受け入れを拒否し、それらは世界中に四散することとなった。

## 後世の写真家への影響
1932年、当時無名であったアンリ・カルティエ＝ブレッソンはムンカーチがリベリアの海岸で撮影した「Three Boys at Lake Tanganyika（タンガニーカ湖の3人の少年）」を見た。カルティエ＝ブレッソンは後に次のように語っている。「私にとってこの写真は、熱狂を燃え上がらせた火花のようなものだった。私は写真というものが、瞬間を捕える事によって、永遠性を獲得するものだということを悟った。この写真は私に影響を与えた唯一のものだ。それはとても強烈で、生きる喜びに満ち溢れ、人生や世界の不可思議を感じさせてくれるので、今日に至るまで私を魅惑し続けてやまない。」
リチャード・アヴェドンはムンカーチについて次のように述べている。「彼は幸福と正直さと女性の愛を、それまでの喜びも愛も無い置物の芸術にもたらした。今日ファッション写真の世界にはムンカーチの子供達が大勢住んでいる。ムンカーチの芸術には彼が人生に望んだものが横たわっている。彼は人生が輝かしいものであることを望んだ。そして実際その通りになった」
2007年、ニューヨーク・国際写真センターで開かれたムンカーチの個展のタイトルは、彼の言葉に因んだ「Martin Munkácsi: Think While You Shoot!（撮りながら考えろ！）」であった。